# Analeptes trifasciata
Analeptes trifasciata là một loài bọ cánh cứng trong họ Cerambycidae.